# Bourreria superba
Bourreria superba är en strävbladig växtart som beskrevs av Ivan Murray Johnston. Bourreria superba ingår i släktet Bourreria och familjen strävbladiga växter. Inga underarter finns listade i Catalogue of Life.